# Jan van Steffeswert
Jan van Steffeswert, né vers 1460 et mort vers 1531, est un sculpteur flamand actif à Maastricht.

## Biographie
Contrairement à la pratique habituelle à l'époque, Jan van Steffeswert a signé les œuvres qu'il a réalisées. Quatorze ont été identifiées à ce jour.

## Illustrations

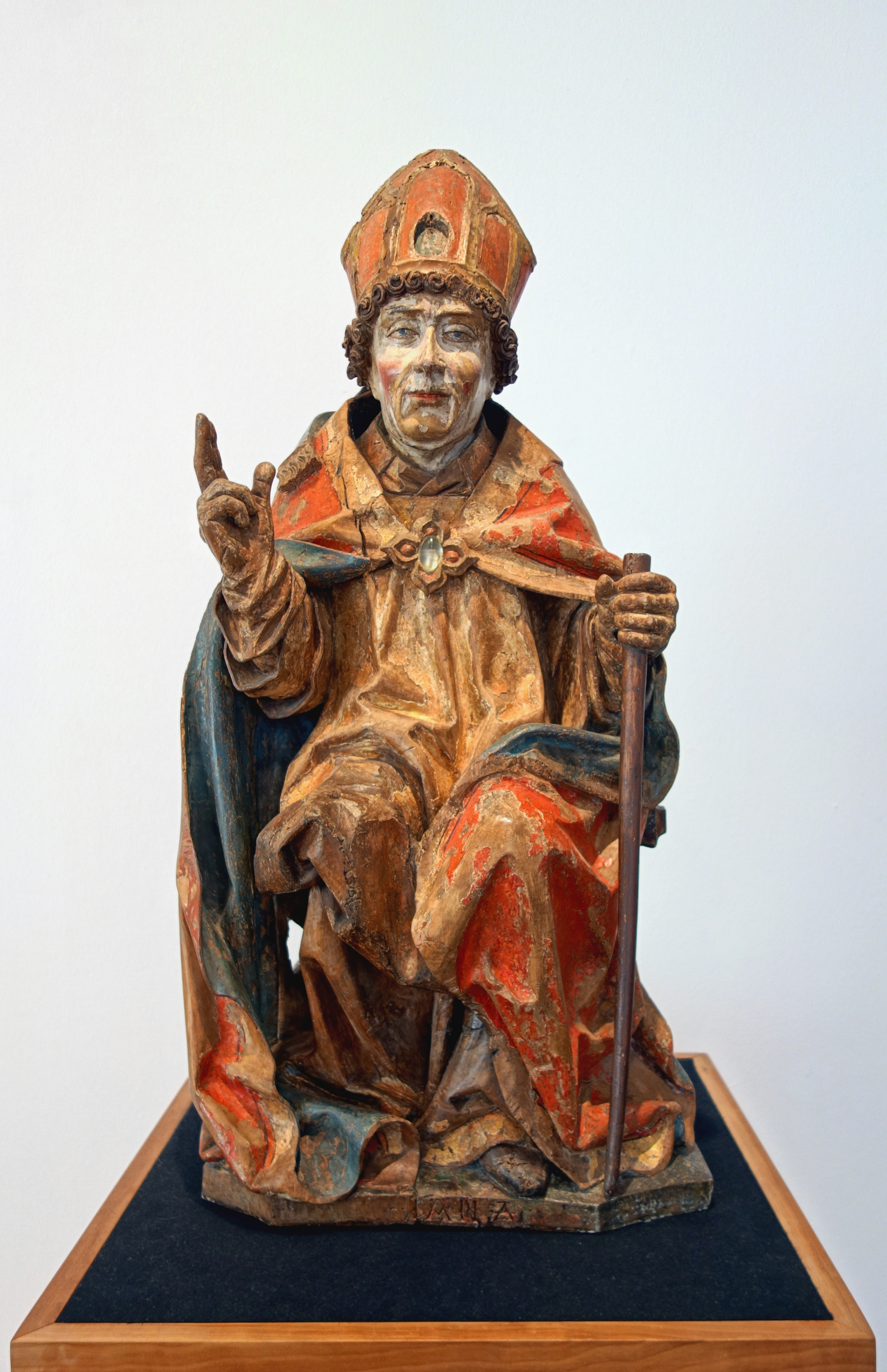
Évêque assis
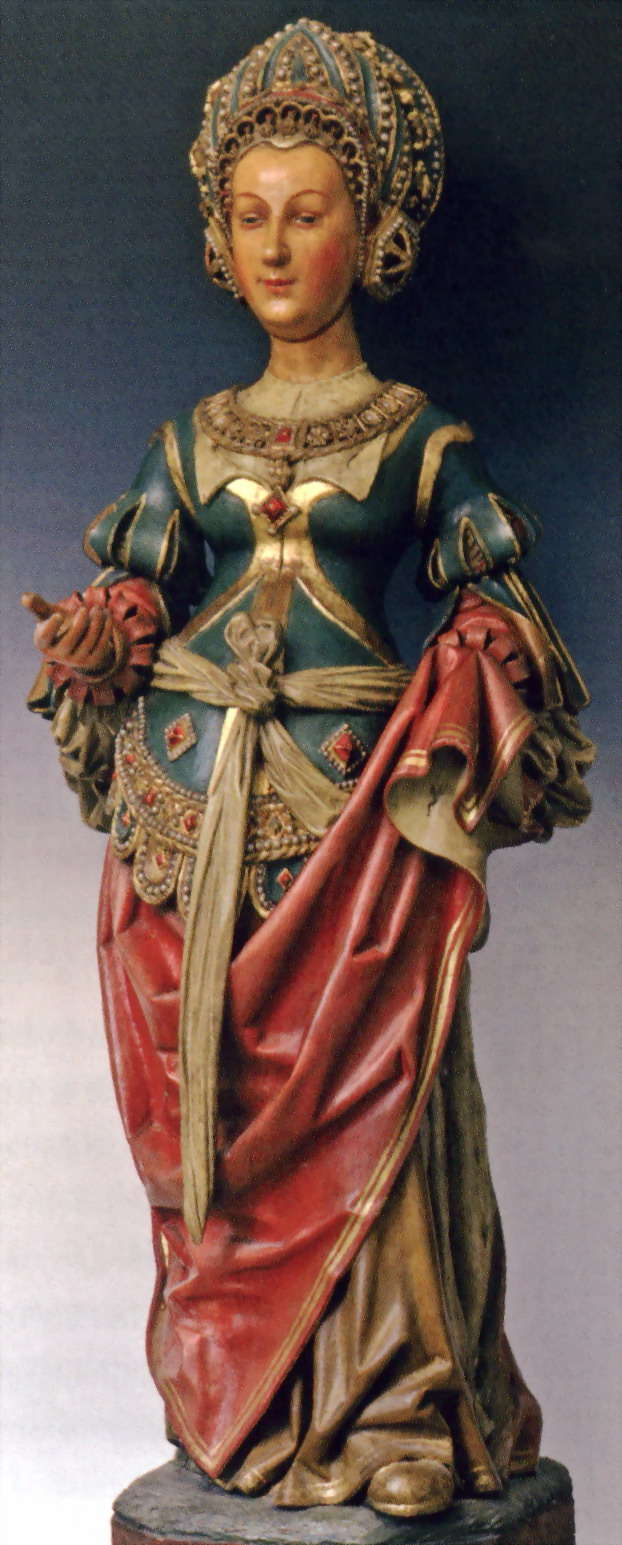
Sainte Cécile
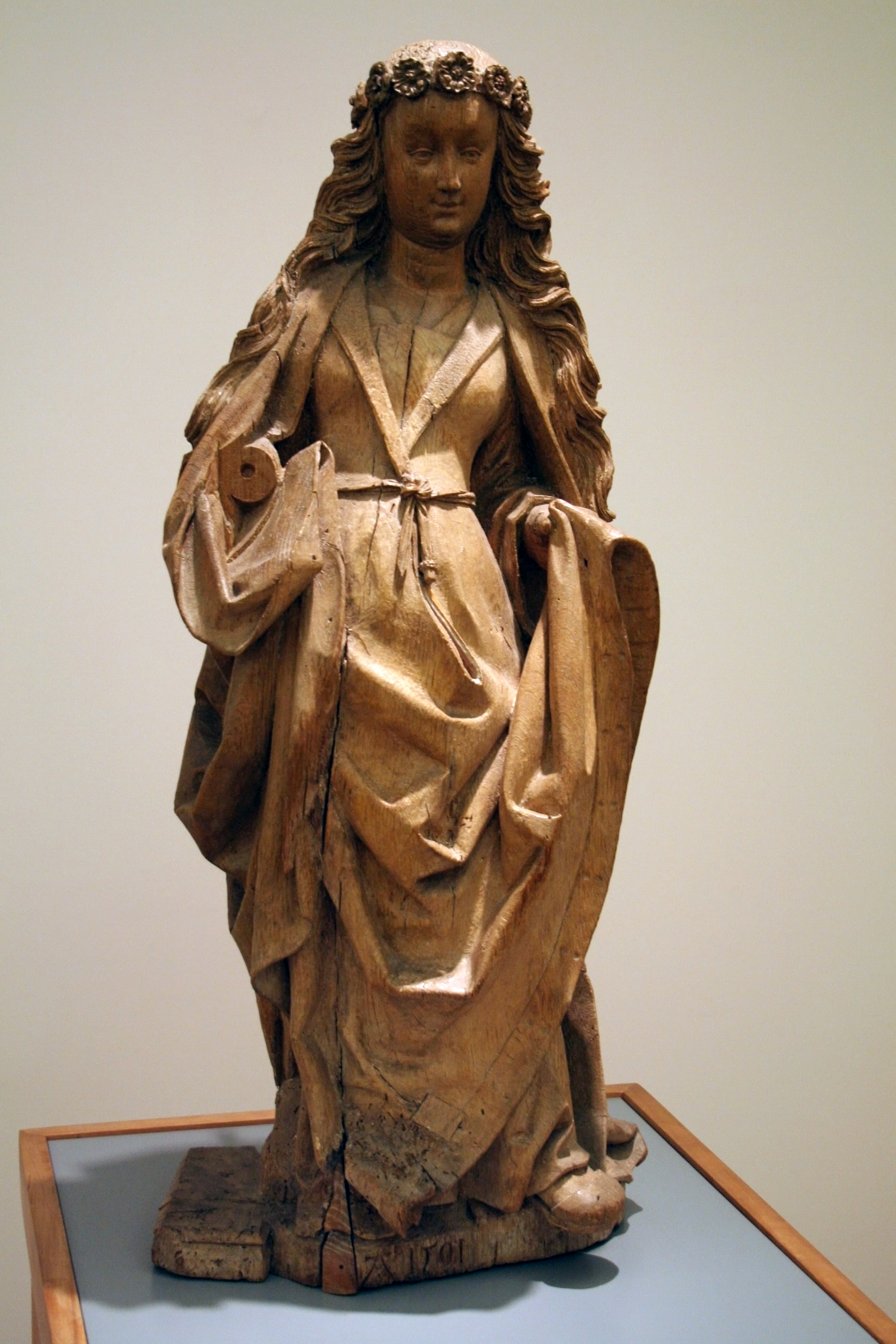
Sainte
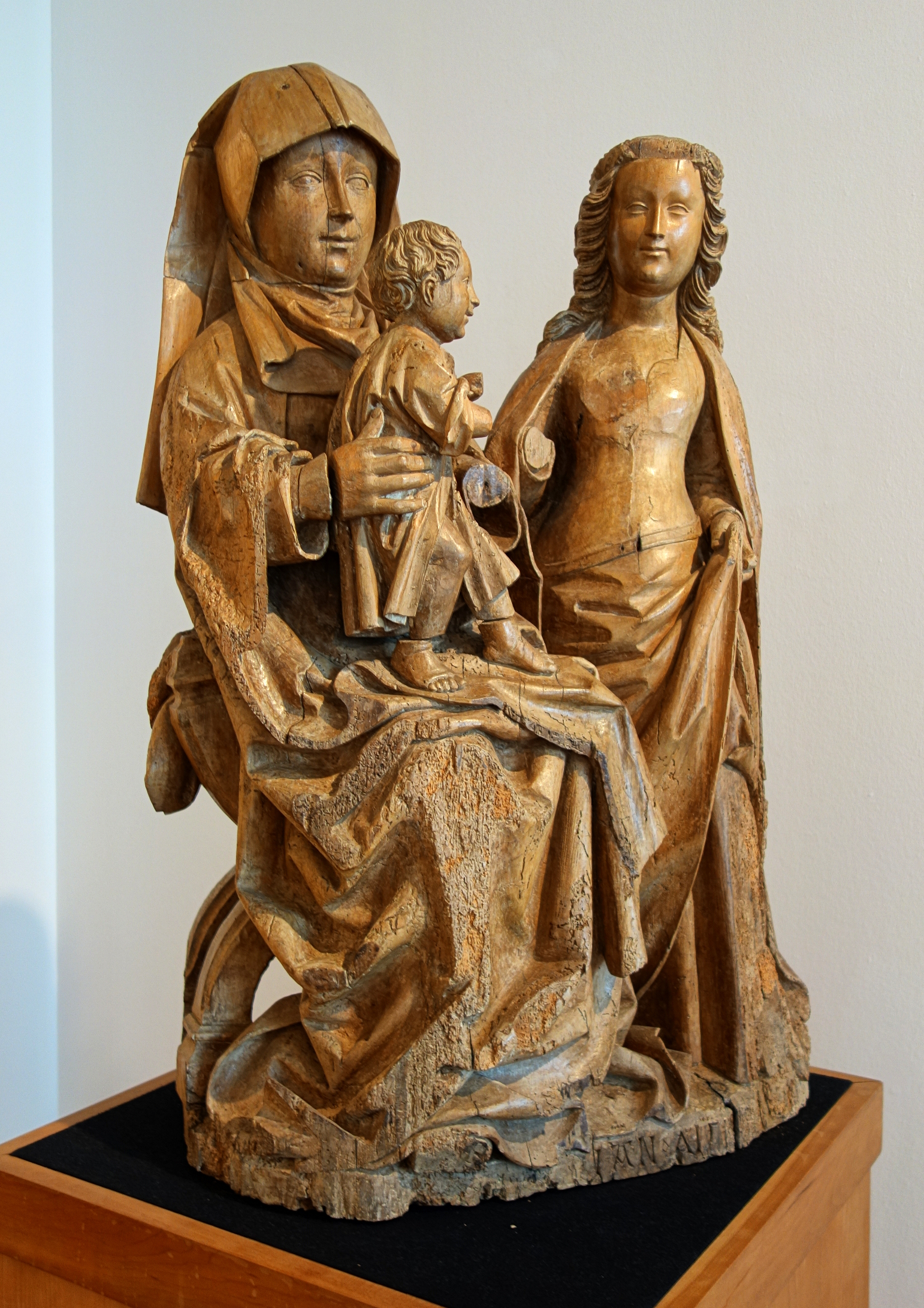
Sainte Anne, la Vierge et l'Enfant